# 샤를 피슈그뤼

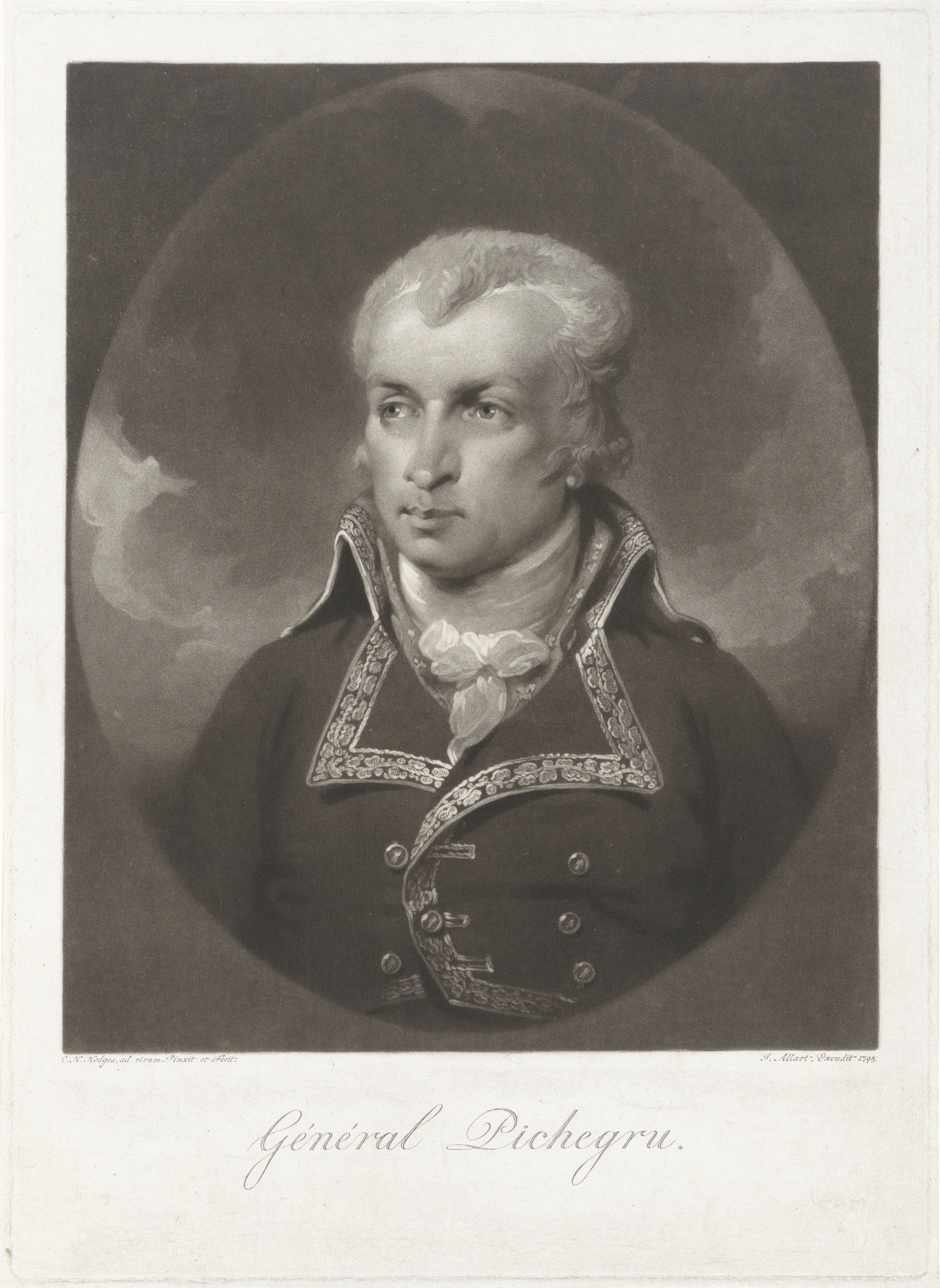
샤를 피슈그뤼

샤를 피슈그뤼(Charles Pichegru, 1761년 2월 16일~ 1804년 4월 5일)는 프랑스의 장군이다. 프랑스 혁명 전쟁, 나폴레옹 전쟁 당시 군을 이끌었다.
농사꾼 집안 출신으로 태어나 브리엔 사관학교에서 수학을 가르치다 1780년 포병연대에 입대했다. 1792년 중령으로 진급해 1793년 10월 라인강 주둔군 지휘관이 되어 라자르 오슈 장군과 함께 12월 알자스에서 오스트리아-프로이센 동맹군을 몰아냈다.
그러나 1794년 3월에는 오슈 장군을 경쟁자로 삼아 반역을 꾀한다고 투옥시키고 15만 명 규모의 북부 지휘관을 맡았다. 1794년 4월 모젤 주둔군 사령관 장바티스트 주르당과 함께 오스트리아령 네덜란드 침공 작전을 감행해 1795년 1월 네덜란드의 수도 암스테르담을 점령했다.
1795년에는 모젤과 라인 강 주둔군 통합사령관이 되었으나 프랑스 공화정에 등을 돌리기 시작해 8월부터 프랑스 망명귀족 첩자와 접촉하기 시작해 1796년 3월에 관직을 사임하고 1797년 5월에 왕당파 의원들을 지지했다. 그러나 1797년 9월 4일 프뤽티도르 18일 쿠데타로 추방되어 남아메리카의 기아나로 유배되었다.
기아나 제도를 탈출해 독일을 거쳐 영국으로 망명해 1804년 1월 프랑스에 잠입해 나폴레옹 보나파르트 정권을 전복시키기 위한 음모를 준비했으나 2월 28일에 파리에서 발각되어 파리 기사단 감옥에 수감되었고 4월 5일 자신의 넥타이에 목 졸려 죽은 채 발견되었다.